# 有害物質を含有する家庭用品の規制に関する法律
有害物質を含有する家庭用品の規制に関する法律（ゆうがいぶっしつをがんゆうするかていようひんのきせいにかんするほうりつ、昭和48年10月12日法律第112号）は、有害物質を含有する家庭用品について保健衛生上の見地から必要な規制を行なうことにより、国民の健康の保護に資することに関する日本の法律である。
法令番号は昭和48年法律第112号、1973年（昭和48年）10月12日に公布された。

## 資格
- 家庭用品衛生監視員